# Montclair (Kalifornia)

Położenie Montclair w hrabstwie San Bernardino

Montclair – miasto w Stanach Zjednoczonych położone w południowo-zachodniej części hrabstwa San Bernardino w Kalifornii. Liczba mieszkańców 33 049 (2000).

## Położenie
Redlands położone jest w rejonie metropolitalnym Los Angeles, oraz w regionie Inland Empire. Znajduje się ok. 51 km na wschód od Los Angeles i ok. 45 km na zachód od stolicy hrabstwa, miasta San Bernardino. Graniczy z miastami: od zachodu Pomona, od północy Claremont i Upland, od wschodu Ontario.

## Historia
Osadnictwo na terenie miasta rozpoczęło się w 1897 roku. W 1907 założono osadę nazwaną Monte Vista. W 1956 roku otrzymała ona prawa miejskie. Nazwa miasta na Montclair zmieniono w 1958 ze względu na istnienie miasta o takiej samej nazwie w północnej Kalifornii.